# Leptothrix ochracea
Leptothrix ochracea es una bacteria gramnegativa del género Leptothrix. Fue descrita en el año 1843, es la especie tipo. Su etimología hace referencia a ocre. Anteriormente conocido como Conferva ochracea. Es aerobia. Tiene capacidad para oxidar el hierro. Puede formar filamentos muy largos utilizando la vaina que recubre las células. Es una especie bacteriana que no se ha logrado aislar en cultivo puro. Se encuentra en ambientes acuáticos. 